# Platja de Pestaña
La Platja de Pestanya, es troba en la localitat de Llames de Pría, també se  la hi coneix com a “Platja de Punta”. l'amplària de la platja canvia amb la marea arribant a comptar amb 90 metres en pleamar. Es pot considerar una continuació de la Platja de Sant Antolín, malgrat que a aquesta petita cala s'accedeixi a peu (a través d'una bella sendera) des de la platja de Torimbia. També es pot accedir des de la platja de Sant Antolín, travessant un túnel natural. S'emmarca a les platges del Costa Verda Asturiana i és considerada paisatge protegit, des del punt de vista mediambiental (per la seva vegetació i també per les seves característiques geològiques). Per aquest motiu està integrada en el Paisatge Protegit de la Costa Oriental d'Astúries.

## Descripció
La platja de no presenta cap tipus d'equipament i el seu considerable aïllament la fa idònia per ser utilitzada per nudistes de forma habitual.
La platja se situa en un entorn natural de difícil accés i de certa perillositat de bany per la presència de corrents durant tot l'any, el fort onatge i l'escarpat de la costa.
Malgrat tot és òptima la qualitat de les seves netes aigües, malgrat no disposar de bandera blava; pot ser un lloc idoni per a la pràctica de la pesca submarina o la pesca recreativa.